# U-20-Fußball-Südamerikameisterschaft 1979
Die IX.U-20-Fußball-Südamerikameisterschaft 1979 fand vom 12. Januar 1979 bis zum 31. Januar 1979 in Uruguay statt.
Ausgetragen wurden die Begegnungen zur Ermittlung des Turniersiegers in den Städten Montevideo und Paysandú. Es nahmen am Turnier die Nationalmannschaften Argentiniens, Boliviens, Brasiliens, Chiles, Ecuadors, Kolumbiens, Paraguays, Perus und Uruguays teil. 
Gespielt wurde in zwei Gruppen und einer anschließend ebenfalls im Gruppenmodus ausgetragenen Finalphase. Aus der Veranstaltung ging Uruguay als Sieger hervor. Die Plätze zwei bis vier belegten die Nationalteams aus Argentinien, Paraguay und Brasilien. Die ersten drei Teams qualifizierten sich für die Junioren-Fußballweltmeisterschaft 1979 in Japan. Gleichzeitig diente das Turnier auch zur Qualifikation für die Panamerikanischen Spiele 1979. Für das dortige Fußball-Turnier waren die ersten Vier ebenfalls startberechtigt. Chile als Vorrundengruppen-Dritter der Gruppe B sicherte sich durch einen 3:1-Sieg in einem Ausscheidungsspiel gegen Peru als Vorrundengruppen-Dritter der Gruppe A den fünften Startplatz.
Torschützenkönig des Turniers war der Uruguayer Arsenio Luzardo mit vier erzielten Treffern.
Der Kader der Siegermannschaft bestand aus folgenden Spielern:
Nelson Alaguich, Daniel Martínez, Roberto Roo, Ricardo Viera (alle Danubio), Luis Güelmo, Juan Pereira (beide Huracán Buceo), Guillermo Mazzetti, Héctor Molina (beide Nacional), Fernando Álvez, Rufino Cáceres, Rubén Paz, Ernesto Vargas (alle Peñarol), Miguel Bossio (Sud América), Jorge Barrios, Luis Acosta (beide Wanderers), Arsenio Luzardo, Felipe Revelez, Mario Viera (alle OFI). Trainer der "Celeste" war Raúl Bentancor.